# Spelaeonethes occidentalis
Spelaeonethes occidentalis là một loài chân đều trong họ Trichoniscidae. Loài này được Vandel miêu tả khoa học năm 1972.